# Kefalotyri

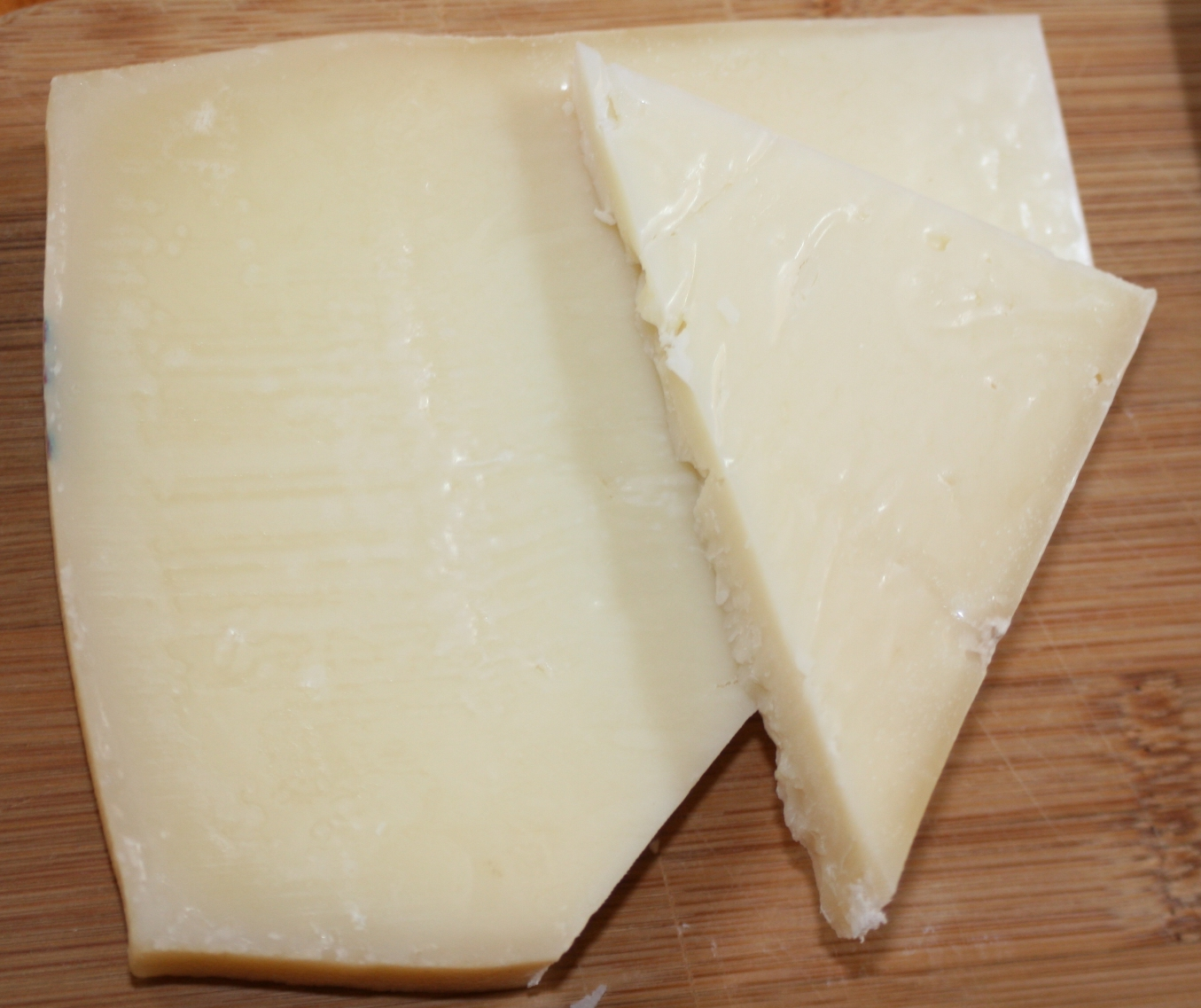
Kefalotyri

Kefalotyri (griechisch κεφαλοτύρι, „Kopfkäse“) ist eine Sorte griechischen Hartkäses mit salzigem und leicht süßem Geschmack.
Kefalotyri wird aus der frischen Milch von Schafen und Ziegen – getrennt oder auch gemischt – hergestellt. Für gegrillte oder gebratene Speisen ist dieser Käse ideal, da er nicht zu schnell schmilzt.
Kefalotyri stammt ursprünglich von der Insel Kefalonia und ist vergleichbar mit dem italienischen Pecorino. Heute ist er fester Bestandteil der griechischen Küche und wird (neben Feta) zur Herstellung der Vorspeise Saganaki verwendet.